# Калдрам (тауншип, Миннесота)
Калдрам (англ. Culdrum) — тауншип в округе Моррисон штата Миннесота, США. На 2000 год его население составило 505 человек.

## География
По данным Бюро переписи населения США площадь тауншипа составляет 87,5 км², из которых 86,9 км² занимает суша, а 0,6 км² — вода (0,68 %).

## Демография
По данным переписи населения 2000 года здесь находились 505 человек, 165 домохозяйств и 130 семей. Плотность населения — 5,8 чел./км². На территории тауншипа расположено 178 построек со средней плотностью 2,0 построек на один квадратный километр. Расовый состав населения: 99,60 % белых и 0,40 % приходится на две или более других рас. Испанцы или латиноамериканцы любой расы составляли 0,59 % от популяции тауншипа.
Из 165 домохозяйств в 44,8 % воспитывались дети до 18 лет, в 69,7 % проживали супружеские пары, в 5,5 % проживали незамужние женщины и в 21,2 % домохозяйств проживали несемейные люди. 18,8 % домохозяйств состояли из одного человека, при том 10,3 % из — одиноких пожилых людей старше 65 лет. Средний размер домохозяйства — 3,06, а семьи — 3,54 человека.
35,6 % населения — младше 18 лет, 5,0 % — в возрасте от 18 до 24 лет, 26,5 % — от 25 до 44, 19,8 % — от 45 до 64, и 13,1 % — старше 65 лет. Средний возраст — 36 лет. На каждые 100 женщин приходилось 102,0 мужчин. На каждые 100 женщин старше 18 приходилось 108,3 мужчин.
Средний годовой доход домохозяйства составлял 34 712 долларов, а средний годовой доход семьи — 46 250 долларов. Средний доход мужчин — 26 250 долларов, в то время как у женщин — 19 375. Доход на душу населения составил 14 174 доллара. За чертой бедности находились 3,1 % семей и 3,5 % всего населения тауншипа, из которых 1,3 % младше 18 и 9,6 % старше 65 лет.